# Jun Woong-tae
Jun Woong-tae (em coreano:  전 웅태; Seul, 1 de agosto de 1995) é um pentatleta sul-coreano.

## Carreira
Sua primeira participação em uma olimpíada foi nos Jogos Olímpicos de Verão de 2016. O sul-coreano acabou terminando na 19ª colocação. Já em sua segunda participação, nos Jogos Olímpicos de Verão de 2020, conquistou a medalha de bronze.